# Brett Levis
Brett Levis (Saskatoon, 29 marzo 1993) è un calciatore canadese, centrocampista dell'Atlético Ottawa.

## Caratteristiche tecniche
È un centrocampista centrale.

## Statistiche

### Presenze e reti nei club
Statistiche aggiornate al 24 aprile 2022.
| Stagione                      | Squadra                       | Campionato                    | Campionato | Campionato | Coppe nazionali | Coppe nazionali | Coppe nazionali | Coppe continentali | Coppe continentali | Coppe continentali | Altre coppe | Altre coppe | Altre coppe | Totale | Totale | Totale |
| Stagione                      | Squadra                       | Comp                          | Pres       | Reti       | Comp            | Pres            | Reti            | Comp               | Pres               | Reti               | Comp        | Pres        | Reti        | Pres   | Reti   |        |
| ----------------------------- | ----------------------------- | ----------------------------- | ---------- | ---------- | --------------- | --------------- | --------------- | ------------------ | ------------------ | ------------------ | ----------- | ----------- | ----------- | ------ | ------ | ------ |
| 2013                          | Victoria Highlanders          | USL PDL                       | 14         | 9          |                 | -               | -               |                    | -                  | -                  |             | -           | -           | 14     | 9      |        |
| 2014                          | Vancouver Whitecaps U-23      | USL PDL                       | 12         | 2          |                 | -               | -               |                    | -                  | -                  |             | -           | -           | 12     | 2      |        |
| 2015                          | Vancouver Whitecaps II        | USL                           | 20         | 4          |                 | -               | -               |                    | -                  | -                  |             | -           | -           | 20     | 4      |        |
| 2016                          | Vancouver Whitecaps II        | USL                           | 24         | 4          |                 | -               | -               |                    | -                  | -                  |             | -           | -           | 24     | 4      |        |
| 2017                          | Vancouver Whitecaps II        | USL                           | 5          | 0          |                 | -               | -               |                    | -                  | -                  |             | -           | -           | 5      | 0      |        |
| Totale Vancouver Whitecaps II | Totale Vancouver Whitecaps II | Totale Vancouver Whitecaps II | 49         | 8          |                 | 0               | 0               |                    | 0                  | 0                  |             | -           | -           | 49     | 8      |        |
| 2016                          | Vancouver Whitecaps           | MLS                           | 1          | 0          | CC              | 0               | 0               | CCC                | 4                  | 0                  |             | -           | -           | 5      | 0      |        |
| 2017                          | Vancouver Whitecaps           | MLS                           | 0          | 0          | CC              | 0               | 0               |                    | -                  | -                  |             | -           | -           | 0      | 0      |        |
| 2018                          | Vancouver Whitecaps           | MLS                           | 14         | 0          | CC              | 1               | 0               |                    | -                  | -                  |             | -           | -           | 15     | 0      |        |
| 2019                          | Vancouver Whitecaps           | MLS                           | 8          | 0          | CC              | 0               | 0               |                    | -                  | -                  |             | -           | -           | 8      | 0      |        |
| Totale Vancouver Whitecaps    | Totale Vancouver Whitecaps    | Totale Vancouver Whitecaps    | 23         | 0          |                 | 1               | 0               |                    | 4                  | 0                  |             | -           | -           | 28     | 0      |        |
| 2020                          | Valour                        | CPL                           | 5          | 0          | CC              | 0               | 0               |                    | -                  | -                  |             | -           | -           | 5      | 0      |        |
| 2021                          | Valour                        | CPL                           | 16         | 1          | CC              | 1               |                 | -                  | -                  | -                  |             | -           | -           | 16     | 1      |        |
| 2022                          | Valour                        | CPL                           | 1          | 1          | CC              | -               | -               |                    | -                  | -                  |             | -           | -           | 1      | 1      |        |
| Totale Valour                 | Totale Valour                 | Totale Valour                 | 22         | 2          |                 | 1               | 0               |                    | 0                  | 0                  |             | -           | -           | 23     | 2      |        |
| Totale carriera               | Totale carriera               | Totale carriera               | 120        | 21         |                 | 2               | 0               |                    | 4                  | 0                  |             | -           | -           | 126    | 21     |        |